# Giuseppe Raddi
Giuseppe Raddi (Florença, 9 de julho de 1770 — Rodes, 6 de setembro de 1829) foi um botânico italiano.
O botânico naturalista Giuseppe Raddi, considerado  pai da ecologia na Itália,  nasceu em Florença, em 19 de julho de 1770, e desde jovem dedicou-se aos estudos sobre botânica. Apesar de sua origem pouco abastada, após ter concluído os estudos primários trabalhou em uma loja de especiarias, onde passou a interessar-se pela botânica. De 1785 até 1795 foi zelador e tesoureiro no Museu de História Natural Florentino, desenvolvendo funções como limpeza do local, preenchimento e colocação de cartazes nos exemplares expostos, manutenção e organização das coleções botânicas, cobranças e pagamentos, entre outras atividades administrativas, até ser nomeado encarregado do Museu em 1795. Durante o período que exerceu essa atividade, pesquisou e recolheu plantas nos arredores de Florença e publicou os seus primeiros trabalhos sobre botânica. 

## Viagem ao Brasil
Em 1817, apoiado e financiado pelo Grão-Duque Fernando III, Raddi acompanhou até o Brasil a então Arquiduquesa Leopoldina da Áustria, noiva do Imperador do Brasil Dom Pedro I. O botânico naturalista italiano veio ao Brasil na Missão Austríaca que acompanhava a comitiva da Arquiduquesa e o intuito da missão era de coletar, nomear e descrever espécimes da flora e da fauna brasileiras, mas o que Raddi fez foi além disso, pois o botânico-naturalista revelou aspectos desconhecidos da flora e da fauna brasileira, ao classificar, descrever e nomear os exemplares por ele coletados e observados. Quando voltou para a Itália levou consigo, depois de oito meses no Brasil, importantes coleções botânicas de répteis, insetos, peixes, aproximadamente 4000 amostras de plantas (300 sementes, 3300 insetos e muitos preparados químicos de pássaros, répteis e peixes), além de seus relatos sobre as pesquisas e o material recolhido no Brasil. Giuseppe Raddi não foi um mero colecionador que catalogou plantas e demais espécies, mas realizou um processo de catalogação seguindo uma sistemática, desde plantas primitivas como as Briófitas, até as mais desenvolvidas, as Angiospermas, sendo o primeiro a realizar um levantamento sobre o desenvolvimento e a evolução das espécies e reconhecendo o ecossistema tropical da mata atlântica. 
Quando Raddi veio ao Brasil a cidade do Rio de Janeiro era ponto de passagem quase que obrigatório para os viajantes estrangeiros. O grande interesse pelas viagens exploratórias, naquele período, foi alimentado pelas diversas publicações que relatavam os mais remotos lugares visitados pelos autores viajantes. Para satisfazer a curiosidade de seus leitores, Raddi descrevia, além das amostras recolhidas, também as paisagens e os costumes da população, pois havia no período uma crescente curiosidade pela biodiversidade do Brasil bem como pelos costumes dos grupos autóctones que viviam em terras brasileiras. Contudo, Raddi não somente descreveu, nomeou e classificou exemplares da flora e da fauna brasileiras, mas também escreveu numerosos relatos, manuscritos conservados em Florença, em que descreve situações quotidianas e até fatos históricos, contados sob uma ótica diferente daquela dos livros de história, como, por exemplo, o testemunhou do próprio Raddi sobre a cerimônia de casamento de Dom Pedro e Leopoldina, descrita de maneira notável e detalhada. 
Em 1818 Giuseppe Raddi homenageou o Frei Leandro do Sacramento, primeiro professor de botânica do Brasil e também primeiro diretor do Jardim Botânico do Rio de Janeiro, nomeando um novo gênero descoberto por ele de Leandra melastomoides Raddi. Importante destacar que em 1971 o Departamento de Botânica da Universidade Federal do Rio de Janeiro intitulou de “Leandra” seu periódico em homenagem a Giuseppe Raddi. Entre 1819 e 1828 Raddi publicou as obras monumentais Synopsis Filicum Brasiliensum (1819), Agrostografia brasiliensis (1823), Plantarum Brasilensium Nova Genera (1825), além de outros numerosos artigos científicos que serviram como base para as futuras publicações sobre a flora brasileira, como, por exemplo, a Flora Brasiliensis, obra de outro integrante da missão, Carl Friedrich Phillip von Martius.

## Artigos
Kall, Alves, Marilene (2017). «Tradução comentada e anotada para o português de Di alcune specie nuove di rettili, e piante brasiliane, de Giuseppe Raddi». Consultado em 2 de agosto de 2022
RADDI, Giuseppe. Quaranta piante nuove del Brasile raccolte e descritte da Giuseppe Raddi: memoria in aggiunta all'altra già pervenuta alla Società italiana delle scienze il primo ottobre del 1819, inserita nel tomo XVIII. degli Atti di detta Società residente in Modena. Presso la Società tipografica, 1820. (em italiano) Consultado em 2 de agosto de 2022.